# Verwaltungsgericht Potsdam

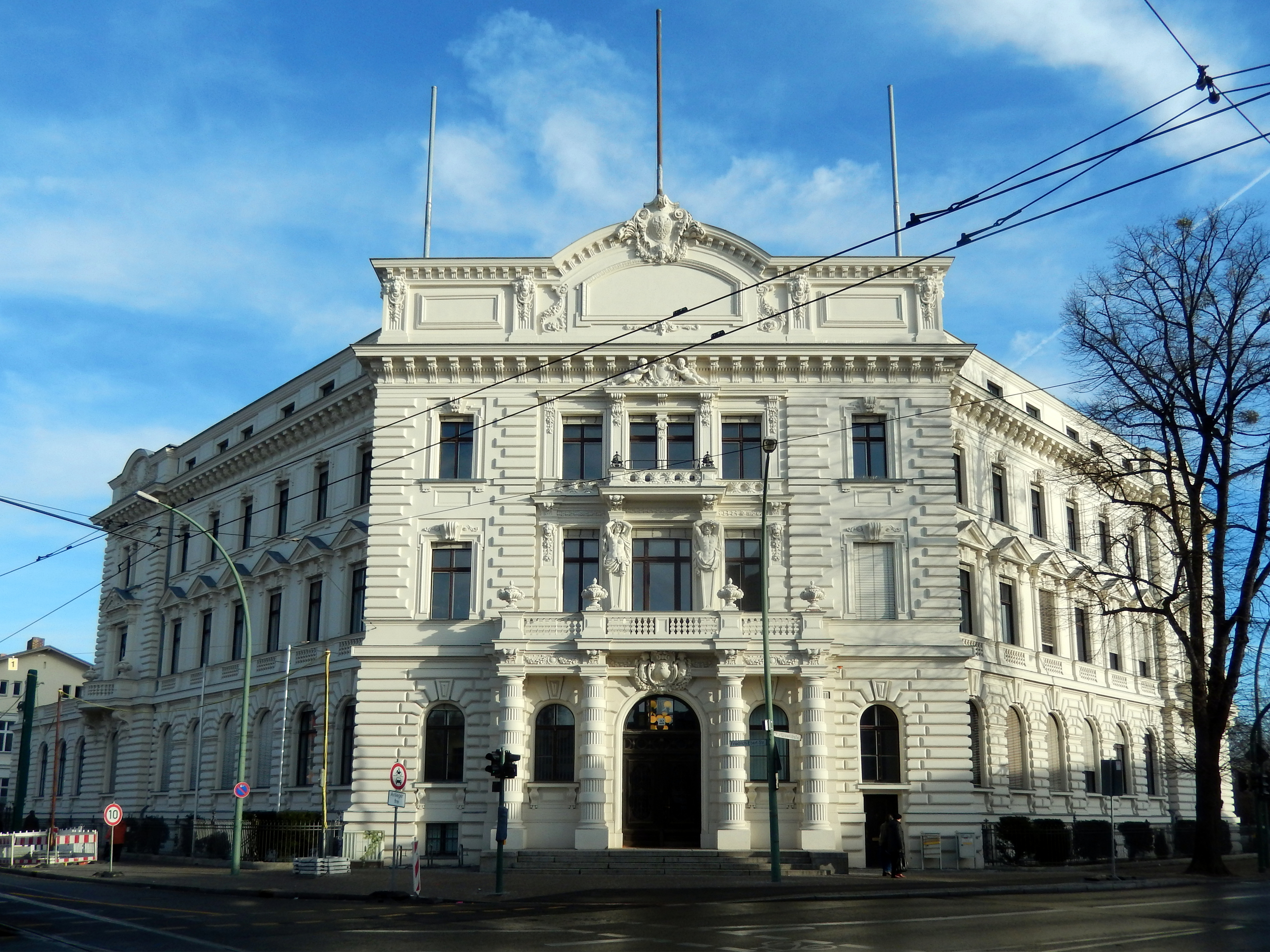
Gerichtsgebäude am Nauener Tor

Das Verwaltungsgericht Potsdam ist ein Gericht der Verwaltungsgerichtsbarkeit und eines von drei Verwaltungsgerichten in Brandenburg. 

## Gerichtssitz und -bezirk
Das Gericht hat seinen Sitz in Potsdam.
Der Gerichtsbezirk umfasst die kreisfreien Städte Potsdam und Brandenburg an der Havel sowie die Landkreise Prignitz, Ostprignitz-Ruppin, Oberhavel, Uckermark, Havelland, Potsdam-Mittelmark und Teltow-Fläming.

## Übergeordnete Gerichte
Dem Verwaltungsgericht Potsdam übergeordnet ist das Oberverwaltungsgericht Berlin-Brandenburg, das seinen Sitz in Berlin hat. Diesem ist das Bundesverwaltungsgericht übergeordnet. Bis zum 30. Juni 2005 war das Oberverwaltungsgericht für das Land Brandenburg mit Sitz in Frankfurt (Oder) das zuständige Oberverwaltungsgericht.

## Geschichte
Die Anfänge der Verwaltungsgerichtsbarkeit in Brandenburg liegen beim 1875 gegründeten Preußischen Oberverwaltungsgericht.
An eine unabhängige Verwaltungsgerichtsbarkeit war in der Zeit des Nationalsozialismus nicht zu denken. Mit Führererlass vom 28. August 1939 wurde „an die Stelle der Anfechtung einer Verfügung im verwaltungsgerichtlichen Verfahren […] die Anfechtung im Beschwerdewege bei der vorgesetzten Behörde oder der Aufsichtsbehörde“ gesetzt. „Die Beschwerdebehörde [konnte] im Hinblick auf die grundsätzliche Bedeutung oder die besonderen Umstände des Einzelfalls statt der Beschwerde das verwaltungsgerichtliche Verfahren zulassen.“ Am 3. April 1941 wurde ein Reichsverwaltungsgericht durch weiteren Führererlass errichtet. Dieses sollte „die Verwaltung durch Vereinigung oberster Verwaltungsgerichte vereinfachen und damit zugleich die zumal in Kriegszeiten gebotenen Ersparnisse an Personal und Verwaltungskosten erzielen“. Dazu wurden das Preußische Oberverwaltungsgericht, der Reichsdienststrafhof, das Reichswirtschaftsgericht, der Verwaltungsgerichtshof in Wien, die Oberste Spruchstelle für Umlegungen, die Oberste Spruchbehörde für Wasser- und Bodenverbände, das Entschädigungsgericht und das Reichskriegsschädenamt zum Reichsverwaltungsgericht als „oberste Spruchbehörde der Verwaltungsgerichtsbarkeit“ vereinigt. 1944 wurde die Verwaltungsgerichtsbarkeit generell abgeschafft.
Nach dem Zweiten Weltkrieg wurde mit dem Kontrollratsgesetz 36 die Wiedererrichtung der Verwaltungsgerichte beschlossen.
1947 wurde der Verwaltungsgerichtshof Brandenburg in Potsdam errichtet, der allerdings schon 1952 wieder aufgelöst wurde. Danach gab es in der gesamten DDR bis 1989 keine Verwaltungsgerichtsbarkeit mehr.
Erst 1993 wurde diese durch Landesgesetz auch organisatorisch verselbständigt.

## Gerichtsgebäude
Das Gericht ist in einem Gebäude in der Friedrich-Ebert-Straße Nummer 32 untergebracht. Zur Geschichte des Gebäudes: In den Jahren 1868 und 1869 wurde die „Deutsche Lebens-, Pensions- und Rentenversicherungsgesellschaft auf Gegenseitigkeit zu Potsdam“ gegründet, die später im Besitz des Grundstückes Spandauer Straße Nummer 1 – heute Friedrich-Ebert-Straße Nummer 32 – war. Die Unternehmungen der Versicherungsgesellschaft verliefen während der Gründerzeit sehr gut, deshalb plante man, auf dem der Gesellschaft gehörenden Gelände am Nauener Tor, das Direktionsgebäude zu bauen. Das Gebäude wurde in den Jahren 1886 und 1887 vom Architekten Heino Schmieden errichtet.
Um 1924 war die Lebensversicherungsgesellschaft durch den Ersten Weltkrieg und die Inflation stark in Mitleidenschaft gezogen worden. Sie wurde in die Aachen-Münchener Feuerversicherung eingegliedert.
Nach der Kapitulation 1945 wurde die Potsdamer Verwaltung der Versicherung in der Spandauer Straße Nummer 1 durch die sowjetische Besatzungsmacht beschlagnahmt und der Firmensitz nach Aachen verlegt.
Ab 1947 wurde das Gebäude von der Stadt Potsdam als Stadthaus II genutzt. Darin befanden sich die Ämter vom Fremdenverkehrsamt, Informationsamt, Nachrichtenamt mit den Abteilungen Presse, Statistik, Wahlen, Wirtschaftsplanung, von der Verwaltungsbücherei und dem Archiv, sowie von der Kreisdirektion Potsdam der Versicherungsanstalt des Landes Brandenburg. 1949 kamen außerdem die Ämter des Finanz- und Steuerwesens, sowie von den Ministerien der Finanzen und der Landesfinanzdirektion hinzu.
1952 wurde das Gebäude der Justiz zugewiesen, und in ihm das Bezirksgericht, die Staatsanwaltschaft sowie das staatliche Notariat untergebracht.
Im Januar 1977 wurde das ehemalige Versicherungsgebäude zum Baudenkmal erklärt und im Denkmalverzeichnis der Stadt Potsdam registriert.

## Richter
- Wilfried Peters